# Porrhomma spipolae
Porrhomma spipolae är en spindelart som beskrevs av Lodovico di Caporiacco 1949. Porrhomma spipolae ingår i släktet Porrhomma och familjen täckvävarspindlar.
Artens utbredningsområde är Italien. Inga underarter finns listade i Catalogue of Life.